# Janez Rotarius
Janez Rotarius, belgijski jezuit, pedagog in teolog, * 19. november 1557, Mechelen-Malines, † 15. september 1622, Krems.
Bil je rektor Jezuitskega kolegija v Jindřichův Hradcu (1601-1602), Jezuitskega kolegija v Ljubljani (1. januar 1603 - 1. maj 1605), Jezuitskega kolegija v Glaciumu (1606-1611), Jezuitskega kolegija v Celovcu (1611-1620) in Jezuitskega kolegija na Dunaju (1621-1622).